# Miroslav Lorenc
Miroslav Lorenc (9. června 1896, Holešov – 11. února 1943, Breslau) byl český architekt, legionář a účastník protinacistického odboje.

## Životopis
Žák architekta Krejcara. Od roku 1930 působil ve Zlíně, odkud pocházela jeho žena. Ve službách firmy Baťa projektoval kino a hotel. Kvůli rozporům s Tomášem Baťou výstavba těchto dvou budov podle jeho projektů realizována nebyla a Lorenc firmu opustil. Ve Zlíně realizoval přes padesát staveb (například obytný dům Eduarda Pelčáka, Malotova cukrárna (asanována), obchodní a bankovní dům Františka Javorského, restaurace Minaříková). Jeho posledním projektem byly tzv. Elektrické domy pro úředníky, které dokončoval z ilegality.
V období první světové války bojoval v řadách československých legií v Itálii, po Mnichovu a následné okupaci zbytku Československa se Lorenc aktivně zapojil do odboje. Později se stal okresním velitelem odbojové organizace Obrana národa. Po víc než jednoletém skrývání byl prozrazen a 24. října 1940 zatčen. Architekt Lorenc byl popraven 11. února 1943 v Breslau.
Po druhé světové válce byla na jeho zlínský dům umístěna pamětní tabule, od listopadu 1946 je po něm pojmenována jedna ze zlínských ulic. Je připomenut na pamětní desce umístěné na pomníku obětem 2. světové války v parku Komenského ve Zlíně.